# 北京京剧院

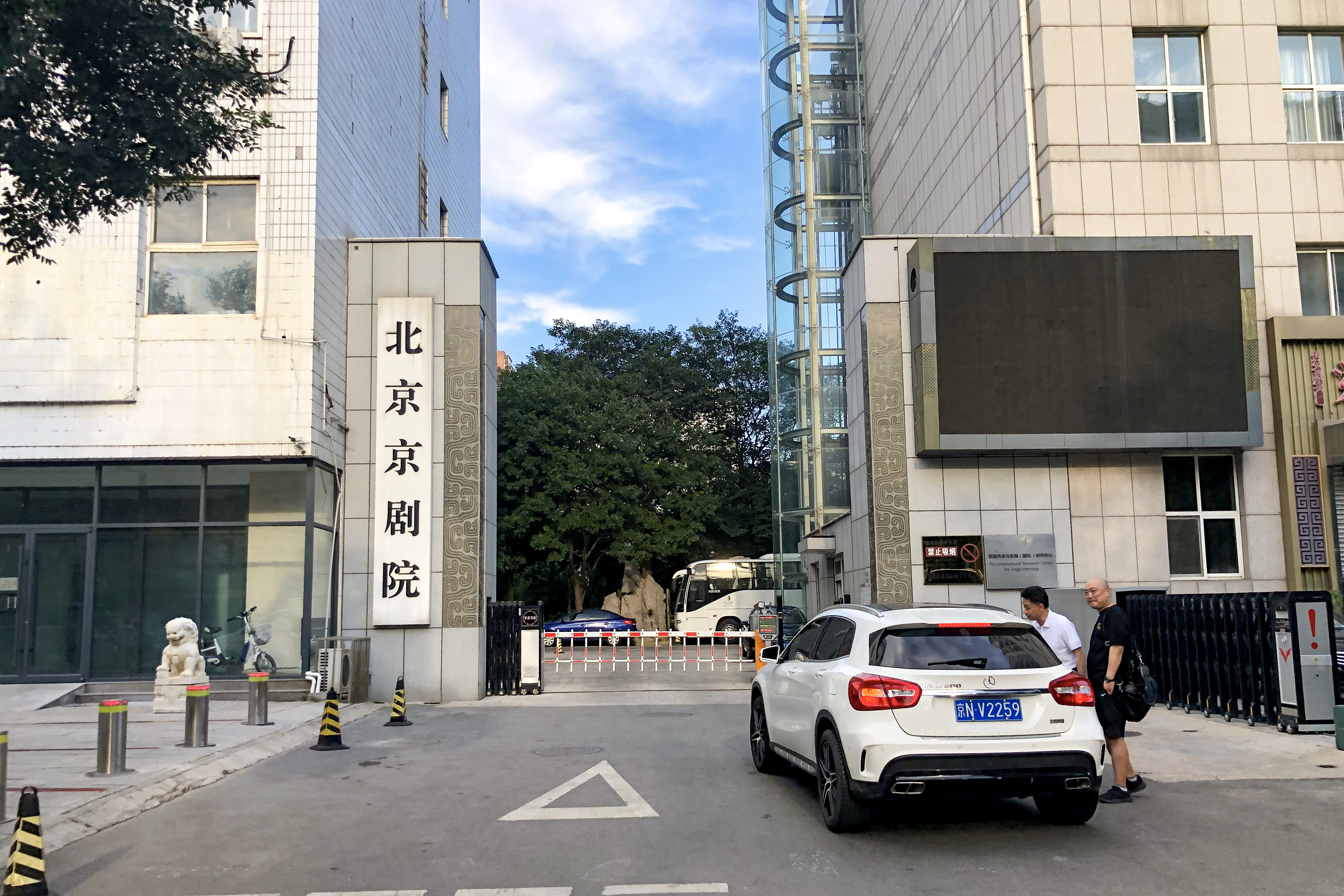
位于丰台区海户西里30号的北京京剧院总部

北京京劇院是中華人民共和國国家级重点京剧院团，于1979年組建。直屬于北京市人民政府文化局。

## 历史

### 北京京剧团时期
北京京剧院的前身是1955年末籌組，1956年初成立的北京京劇團，下分北京京劇一團、北京京劇二團、北京京劇三團等幾個京劇團，首任團長（總團長）是馬連良，首任各分團團長（總副團長）是譚富英、張君秋、裘盛戎。
曾在劇院工作的演員和創作人員除了馬連良、譚富英、張君秋、裘盛戎四大頭牌，還有汪曾祺、趙燕俠、譚元壽、馬長禮、李慕良、王瑞芝、汪本貞、何順信、姜鳳山、唐在炘、熊承旭、陸松齡、譚世秀、遲金聲、梅葆玖、李世濟等名家。現有張克讓、安雲武、燕守平、金惠武、朱紹玉等多位獲評正高級職稱的演員和創作人員。
馬連良團長時代，創作演出了許多新編古裝京劇和現代京劇（京劇現代戲），影響很大，新編古裝戲有：《趙氏孤兒》、《官渡之戰》、《海瑞罷官》（吳晗編劇）、《望江亭》、《秦香蓮》、《赤壁之戰》（與當時叫中國京劇院的中國國家京劇院聯演）等；現代戲有：《秋瑾》、《年年有餘》、《杜鵑山》（1964年）、《蘆蕩火種》（《沙家浜》的前身）等。
文化大革命開始后，樣板戲裡的《沙家浜》一劇由北京京劇團集體創作。

## 领导
- 北京京剧院党委书记杨洪义[2]。

- 北京京剧院院长刘侗[2]。